# 国立研究開発法人宇宙航空研究開発機構法
国立研究開発法人宇宙航空研究開発機構法（こくりつけんきゅうかいはつほうじんうちゅうこうくうけんきゅうかいはつきこうほう、平成14年12月13日法律第161号）は、国立研究開発法人宇宙航空研究開発機構の名称、目的、業務の範囲等に関する事項を定めること（第1条）に関する日本の法律である。略称はJAXA法。2015年（平成27年）4月の法改正までは独立行政法人宇宙航空研究開発機構法という題名であった。

## 経緯
2003年（平成14年）に、独立行政法人宇宙航空研究開発機構法として制定された。
2015年（平成27年）に、独立行政法人通則法が改正されて国立研究開発法人制度が創設されたことに伴い、宇宙航空研究開発機構を独立行政法人から国立研究開発法人に改組するため改正され、現在の題名に改められた。

## 構成
- 第1章　総則（第1条―第8条）
- 第2章　役員及び職員（第9条―第17条）
- 第3章　業務等（第18条―第23条）
- 第4章　雑則（第24条―第29条）
- 第5章　罰則（第30条・第31条）
- 附則